# راشيل سمبسون (ممثل)
راشيل سمبسون (بالإنجليزية: Russell Simpson)‏ ممثل أمريكي (17 يونيو 1880 - 12 ديسمبر 1959) ولد في سان فرانسيسكو في كاليفورنيا من أشهر اعمالة دور الاب في فيلم عناقيد الغضب عام 1940.

## وصلات خارجية
- راشيل سمبسون على موقع IMDb (الإنجليزية)
- راشيل سمبسون على موقع قاعدة بيانات برودواي على الإنترنت (الإنجليزية)
- راشيل سمبسون على موقع قاعدة بيانات الأفلام السويدية (السويدية)
- راشيل سمبسون على موقع إن إن دي بي (الإنجليزية)
- راشيل سمبسون على موقع قاعدة بيانات الفيلم (الإنجليزية)